# Carlos Faemino
Juan Carlos Arroyo Urbina (Madrid, España, 26 de mayo de 1959), más conocido por su nombre artístico Carlos Faemino, es un humorista y guionista, miembro del dúo humorístico Faemino y Cansado. Además es diseñador gráfico, dibujante, músico, pintor y publicista.

## Biografía

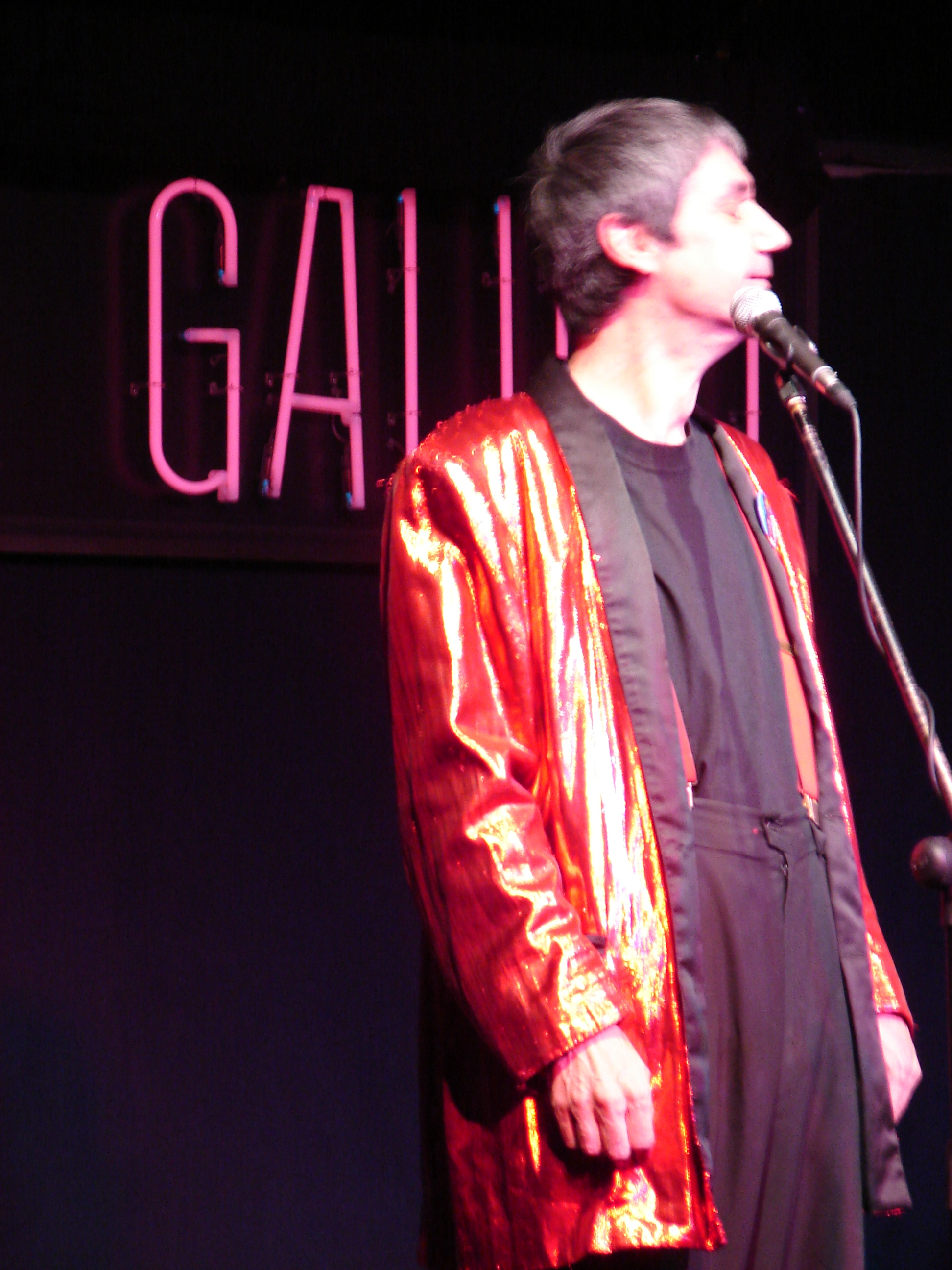
Faemino en 2006.

Carlos Faemino nació en Madrid, en el barrio de Batán,  y forma pareja humorística con su amigo Ángel Javier Pozuelo Gómez (Javier Cansado). Posteriormente empieza a compaginar las actuaciones dentro del dúo con proyectos personales como la pintura o la creación de guiones.

## Faemino y Cansado
Con Cansado empieza a actuar en El Retiro de Madrid, famoso por las actuaciones espontáneas de diversos artistas que allí se dan cita. 
Actuaron en este escenario durante cerca de cuatro años, llegando a ofrecer espectáculos de más de dos horas de duración. Se les conoció al principio como "Los del mono rojo", (aunque su verdadero nombre artístico era Tato y Kiko), por el atuendo que llevaban por entonces. Más adelante se bautizaron como "Los hermanos Benítez". Finalmente, al final de esta época se pasaron a llamar Faemino y Cansado.
En la época final empezaron a compaginar las actuaciones de El Retiro con espectáculos en bares de la periferia de Madrid. De ahí dieron el salto a teatros. Con el aumento de su popularidad acabaron apareciendo en televisión.
Empezaron en televisión en los programas infantiles La bola de cristal y Cajón Desastre. Posteriormente realizaron una serie de 16 programas propios de aproximadamente media hora de duración: El orgullo del tercer mundo, emitidos en TVE 2. También hicieron apariciones esporádicas en programas de variedades como Tutti Frutti, Pero ¿esto qué es? o Vip Noche.

## Carrera en solitario
La actividad de Carlos Faemino en solitario es mucho más reducida que la de su compañero Javier Cansado, según este porque "Es que Carlos es más vago. No tiene más historia.". En solitario ha rodado un cortometraje llamado ¿Quieres que te lo cuente?, que fue realizado en 1998.
En 1999, fue socio fundador de la discográfica independiente 18 Chulos, junto a Javier Krahe, Pepín Tre, El Gran Wyoming, Pablo Carbonell y Santiago Segura.